# 2ES6型电力机车
2ES6型“西纳拉”电力机车（俄語：2ЭС6 «Синара»）是俄罗斯铁路的新型干线电力机车车型之一，适用于供电制式为3000伏直流电的电气化铁路，由西纳拉集团旗下的乌拉尔铁路机械制造厂（现乌拉尔机车）设计制造。
俄罗斯铁路股份公司成立后，为满足营运需要、实现牵引动力的更新换代，开始实施设计和研制新型机车的计划。2006年，乌拉尔铁路机械制造厂开发研制了2ES6型直流电力机车，计划用于逐步取代前苏联时代制造的VL10、VL11型电力机车。2ES6型机车为双节八轴固定重联的干线货运电力机车，采用直流他励牵引电动机、滚动轴承式抱轴瓦，并设有微机控制系统和卫星定位装置，机车小时功率为6,440千瓦，最高运行速度为120公里/小时，电制动采用再生制动和附加的电阻制动。2ES6型机车能够牵引7500吨货物列车顺利通过6‰上坡度，或牵引5500吨货物列车顺利通过8‰上坡度。

## 测试
首台2ES6型电力机车于2006年11月落成，经过初步调试和试验后，被送往位于谢尔宾卡的全俄铁道运输科学研究院（ВНИИЖТ）环形铁路试验基地进行全面试验。2007年夏季，2ES6型002号电力机车在斯维尔德洛夫斯克铁路局投入运用考核，在叶卡捷琳堡至秋明（沃伊诺夫卡）区段担当货物列车牵引任务。2007年6月，西纳拉集团与俄罗斯铁路股份公司签订了首批25台2ES6型机车供货合同。2ES6型机车主要在西西伯利亚铁路局和南乌拉尔铁路局运用。
2011年底，乌克兰铁路对2ES10型电力机车和2ES6型电力机车产生了兴趣，他们计划更新电力机车以取代利沃夫铁路局配属的VL10型电力机车和VL11型电力机车。2011年年底，2ES6型147号电力机车及2ES10型012号机车运抵利沃夫铁路局利沃夫西机务段。2012年2月，两组机车接受了专家的审查，并开始进行操作测试。2ES10型012号机车担当测试列车的本务机车，而2ES6型147号机车担当测试列车的尾部补机机车。测试的最后一趟行程于2012年3月28日在利沃夫-拉沃奇涅- 乔普区间上进行，2ES10型电力机车在没有尾部补机的情况下牵引重达5200吨的列车到达拉沃奇涅站，然后与2ES6型147号机车一起推挽测试列车，经过最高海拔为790米的Beskid站时，以11千米/小时的速度加速通过。测试结束后，2ES6型147号机车被送返乌拉尔机车，但机车的各部件用于维修“统一俄罗斯号”2ES6型001号机车，车体用于组装其他2ES6型机车，机车车号亦未被重新启用。

## 参看
- 2ES4K型电力机车
- 2ES10型电力机车